# Nidularia
Nidularia es un género de hongos de la familia Nidulariaceae. Sus cuerpos fructíferos se asemejan a nidos de aves con huevos. El género incluye nueve especies reconocidas. Su nombre deriva del vocablo en Latín nidus que significa nido. El género relacionado Mycocalia fue segregado de Nidularia en 1961 basándose en diferencias en la estructura microscópica del  peridium.

## Descripción
Los cuerpos fructíferos de las especies de este género crecen juntos en grandes grupos y miden típicamente de 0.5 a 6 mm de diámetro por 0.5 a 3 mm de alto. Pueden tener una forma algo irregular o tener una copa bien formada delgada y frágil. El peridio tiene una superficie tomentosa compuesta de hifas espinosas irregulares sobre una pared más compacta que luego se descompone para exponer los peridiolos de color marrón dentro. A diferencia de otros géneros de nidos de aves anteriormente clasificados en la familia Nidulariaceae, los peridiolos de Nidularia no están conectados al cuerpo fructífero por un cordón funicular, sino que están agrupados sobre una matriz gelatinosa. Puede haber más de 100 peridiolos incrustados en la matriz. En Nidularia pulvinata, tienen un tamaño promedio de 1.1 mm de diámetro por 0.5 mm de espesor, con una masa promedio de 0.2 gramos. Esta especie tiene un estimado de 7 millones de esporas en cada peridiolo.
Las esporas son de forma más o menos elíptica, hialinas y usualmente miden 5–10.5 por 4–5.5 µm. Nidularia griseolazulina, sin embargo, tiene esporas más grandes que las típicas, midiendo 14-18 por 10-14 μm.

## Especies
A enero del 2016 Index Fungorum aceptaba nueve especies de Nidularia:
- Nidularia bonaerensis Speg. 1880[6]
- Nidularia campoi Speg. 1921 – América del Sur[7]
- Nidularia castanea (Ellis & Everh. ex V.S.White) Sacc. & D.Sacc. 1905[8]
- Nidularia deformis  (Willd.) Fr. 1817
- Nidularia griseolazulina Lindsey & Gilb. 1975 – United States[4]
- Nidularia heribaudii Har. & Pat. 1904
- Nidularia heterospora Sosin 1960
- Nidularia microspora Velen. 1939
- Nidularia pulvinata  (Schwein.) Fr. 1823